# Volo Avianca 203
Il volo Avianca 203 era un volo nazionale colombiano partito dall'aeroporto di Bogotà-El Dorado, a Bogotà, e diretto all'aeroporto di Cali-Alfonso Bonilla Aragón, a Cali. Un ordigno esplose 5 minuti dopo il decollo sopra il municipio di Soacha (località situata a sud di Bogotà) il 27 novembre 1989.
L'aereo decollò dalla capitale colombiana di Bogotà in rotta per Cali. L'ordigno incendiò i vapori di carburante all'interno di un serbatoio vuoto, distruggendo l'aeromobile all'istante.

## L'incidente
L'aereo era un Boeing 727-21 con numero di registrazione HK-1803 ed era stato comprato dalla compagnia aerea Pan American. Il velivolo decollò come previsto alle ore 7:11. Dopo cinque minuti di volo, alla quota di 13 000 piedi (4 000 m), un ordigno piazzato vicino ai serbatoi esplose, incendiando i vapori di carburante che in quel momento riempivano un serbatoio vuoto. L'esplosione squarciò l'aereo in due parti, separando la punta dalla coda; queste due sezioni precipitarono al suolo in fiamme. Tutti i 107 passeggeri a bordo morirono nell'incidente e altre 3 persone vennero uccise dai detriti caduti a terra. Gli investigatori stabilirono che la bomba fu caricata all'interno dell'aereo da un uomo in giacca e cravatta che era riuscito a trasportarla all'interno della propria valigetta.

## Conseguenze
L'attentato del Volo 203 fu uno dei più violenti attacchi della década Colombiana. Pablo Escobar, capo del cartello della droga di Medellín, programmò l'attentato con la speranza di uccidere il candidato per le elezioni del 1990 César Gaviria che fortunatamente non era salito sull'aereo. Gaviria continuò la sua corsa presidenziale nonostante la cospirazione all'omicidio. A bordo del Boeing 727 si trovavano due cittadini statunitensi che morirono nell'incidente e per questo l'amministrazione Bush trovò la scusante per iniziare le operazioni di intelligence per trovare Escobar. Dandeny Muñoz Mosquera, il principale complice del Cartello di Medellín, fu condannato negli Stati Uniti dalla corte distrettuale per l'attentato con la pena di 10 ergastoli consecutivi.

## Cultura di massa
- Nella serie televisiva colombiana Escobar: El Patrón del Mal trasmessa nel 2012 per Caracol Televisión viene ricostruito quanto accaduto.
- Nella sesta e settima puntata della serie televisiva Narcos del 2015 viene mostrato l'attentato del Volo Avianca 203 e come César Gaviria, allora candidato presidenziale, ne scampò.